# هویک موسایلیان
هُویک زاونی موسایلیان (ارمنی: Հովիկ Զավենի Մուսայելյան؛  زادهٔ ۳ ژوئن ۱۹۵۸) دانشمند، سیاستمدار اهل ارمنستان است.

## زندگی‌نامه
وی در ۳ ژوئن ۱۹۵۸ در ایروان به دنیا آمد . همچنین برندهٔ جوایزی همچون نشان آنانیا شیراکاتسی () و مدال گارگین نژده () شده‌است. 

## یادداشت
1. ↑  Հայաստանի Հանրապետության հանրային խորհրդի անդամներ